# مارمونتانا
مارمونتانا (بالإنجليزية: Marmontana)‏ هو أحد جبال سلسلة جبال الألب لوغانو ويقع في كانتون غراوبوندن في سويسرا. يحتل المرتبة رقم 347 في قائمة جبال سويسرا من حيث الارتفاع، إذ يبلغ ارتفاعه حوالي 2316 متر، بينما يبلغ ارتفاع نتوء الجبل 343 متر.